# 托拉 (莱里达省)
托拉，是西班牙加泰罗尼亚莱里达省的一个市镇。 总面积93平方公里，总人口1159人（2001年），人口密度为12人/平方公里。